# Jasiowska Puścizna
Jasiowska Puścizna – bór bagienny i torfowisko w obrębie miejscowości Jabłonka w województwie małopolskim, w powiecie nowotarskim, w gminie Jabłonka, blisko granicy ze Słowacją. Pod względem geograficznym znajduje się w Kotlinie Orawsko-Nowotarskiej. Znajduje się w zlewni Jasiowskiego Potoku uchodzącego do Czarnej Orawy, więc w zlewisku Morza Czarnego. Położone jest na wysokości 650–655 m n.p.m. na obrzeżu lasu. Prowadzi do niego droga i ścieżka gruntowa.
Miejscowa ludność puściznami lub pustaciami nazywała rozległy kompleks torfowisk, bagien, trzęsawisk, podmokłych łęgów i bagiennych lasów sosnowych, ciągnący się od Suchej Góry na Słowacji po Ludźmierz na Orawie. Planuje się utworzenie na tym obszarze specjalnych obszarów ochrony pod nazwą „Torfowiska Orawsko-Nowotarskie”. Mają one objąć obszar 8255,62 ha. Puścizna Jasiowska jest torfowiskiem wysokim z typową kopułą, ale obecnie porośniętym sosnowym borem bagiennym. W ramach projektu Torfowiska Orawsko-Nowotarskie planuje się na Puściźnie Jasiowskiej w celu zwiększenia nawodnienia wykonanie zastawek na opaskowych rowach melioracyjnych, zasypywanie rowów na kopule i usuwanie sosen, brzóz i wierzb z okrajków torfowiska. Wśród roślin typowych dla torfowisk rośnie tutaj bagno zwyczajne, rosiczka okrągłolistna i żurawina błotna.
W niewielkiej odległości w kierunku na południe od Jasiowskiej Puścizny znajduje się torfowisko Łysa Puścizna, czasami traktowane jako synonim Jasiowskiej Puścizny.